# Лофотовые
Лофотовые (лат. Lophotidae) – семейство лучепёрых рыб отряда опахообразных.

## Описание
Тело сильно вытянутое, голое или покрыто легко опадающей циклоидной чешуёй, максимальная длина около 2 м. Спинной плавник с 220—392 лучами, начинается над вершиной рыла или перед рылом, простирается до хвостового стебля. Анальный плавник расположен рядом с хвостовым стеблем, короткий, в нём 5—20 лучей. Брюшные плавники отсутствуют или в них 1—9 лучей. Плавательный пузырь есть.
У всех представителей семейства имеется чернильный мешок — орган, характерный только для  головоногих моллюсков. В отличие от последних у лофотовых протоки чернильного мешка открываются не в прямую кишку, а в клоаку, и уже из неё при опасности «чернила» выводятся в окружающую среду .

## Классификация

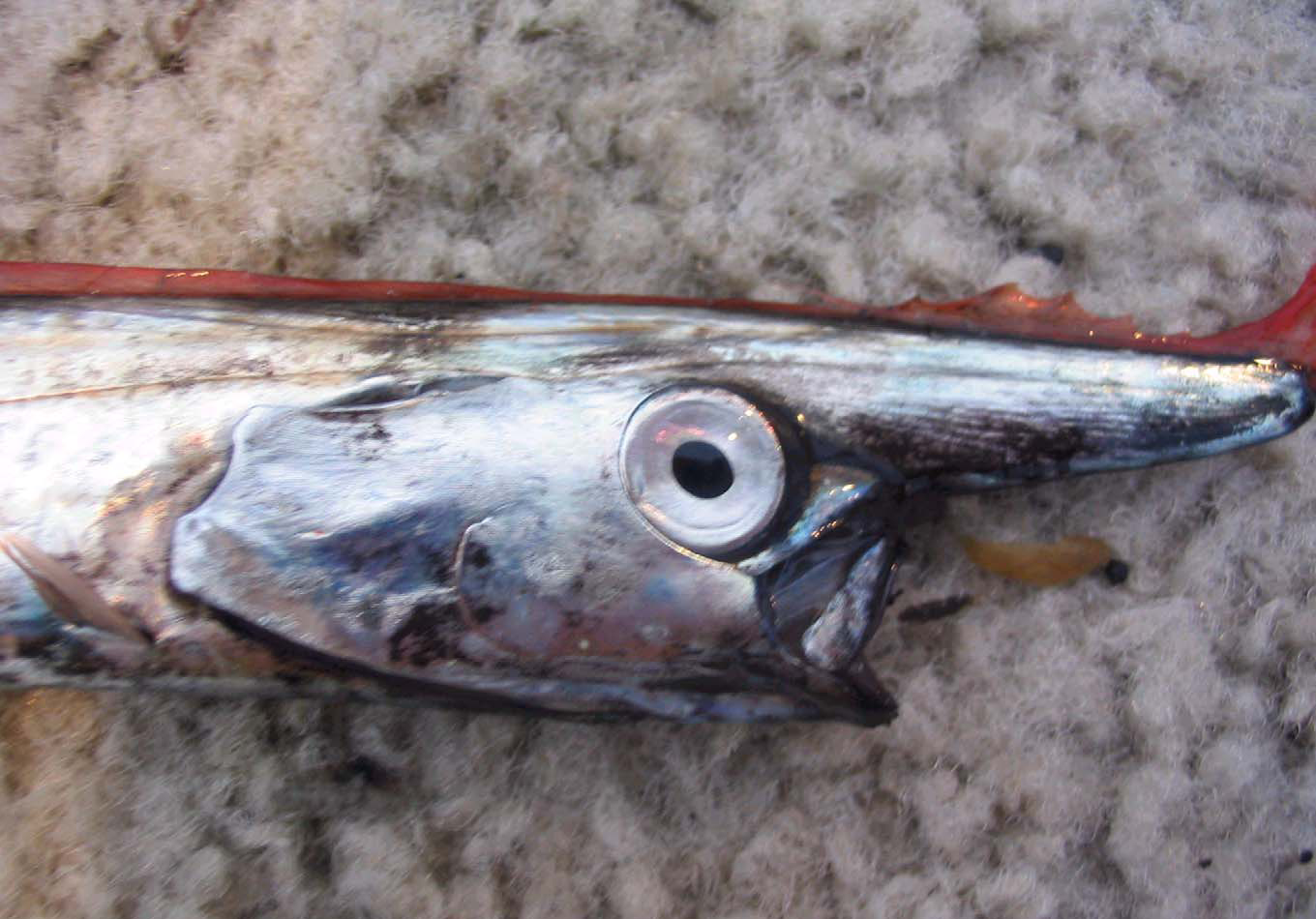
Голова Eumecichthys fiski

В составе семейства выделяют два рода с четырьмя видами:
- Род  Eumecichthys
  - Вид Eumecichthys fiski (Günther, 1890).
- Род Lophotus — Лофоты
  - Вид Lophotus capellei (Temminck &  Schlegel, 1845) — Рыба-единорог.
  - Вид Lophotus guntheri Johnston, 1883
  - Вид Lophotus lacepede Giorna, 1809 — Восточноатлантический лофот
- Род † Protolophotus
- Род †Oligolophotes